# قلعه‌چیلار
قلعه‌چیلار (به لاتین: Qalayçılar) یک منطقه مسکونی در جمهوری آذربایجان است که در شهرستان آق‌دام واقع شده است.